# تاینر (ویرجینیای غربی)
تاینر، ویرجینیای غربی (به انگلیسی: Tyner, West Virginia) یک منطقهٔ مسکونی در ایالات متحده آمریکا است که در شهرستان وود واقع شده‌است.

## خصوصیات
تاینر ۲۲۰٫۰۷ متر بالاتر از سطح دریا واقع شده‌است.